# Martersteigstraße (Weimar)

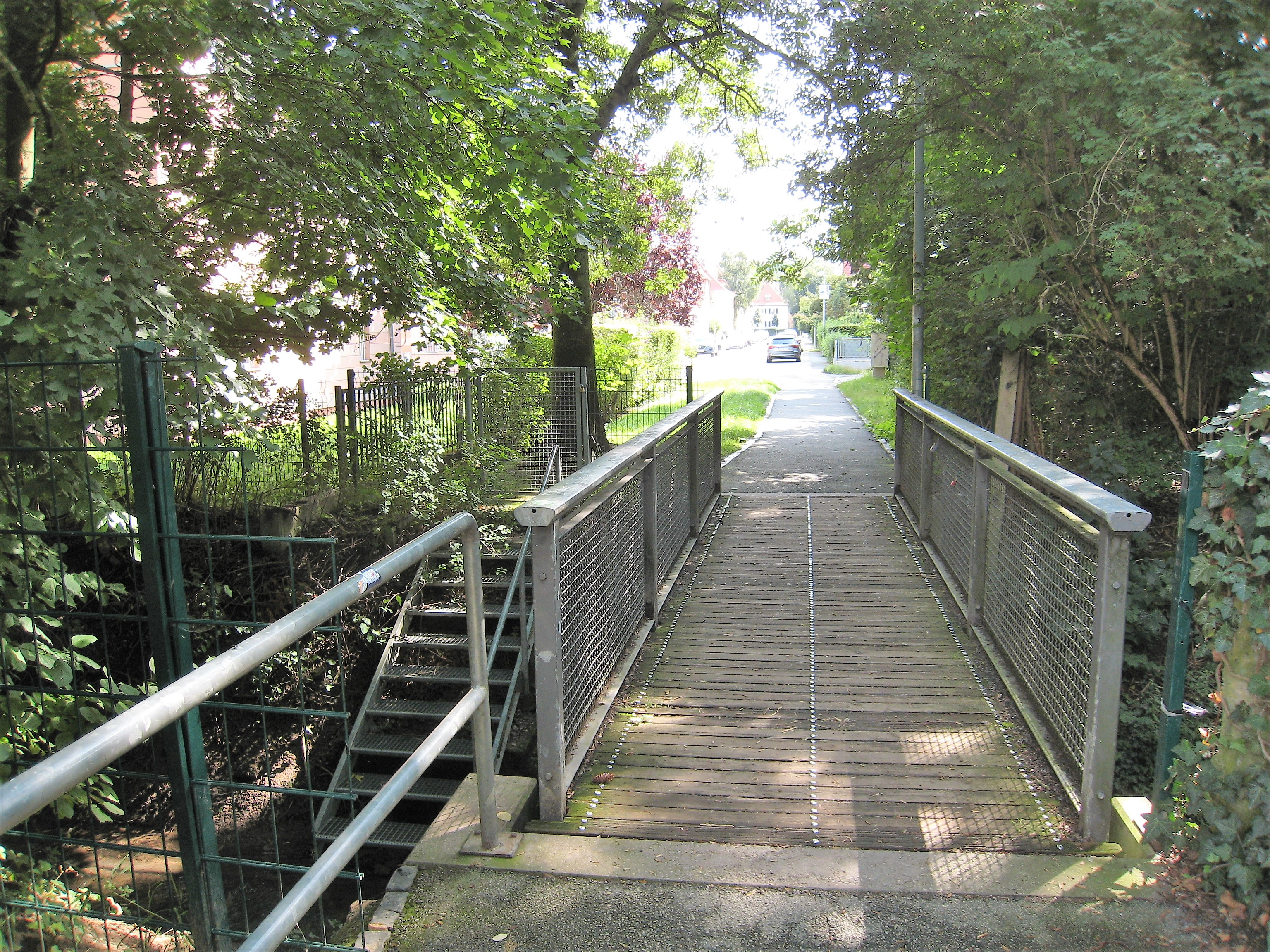
Steg über den Lottenbach in der Martersteigstraße

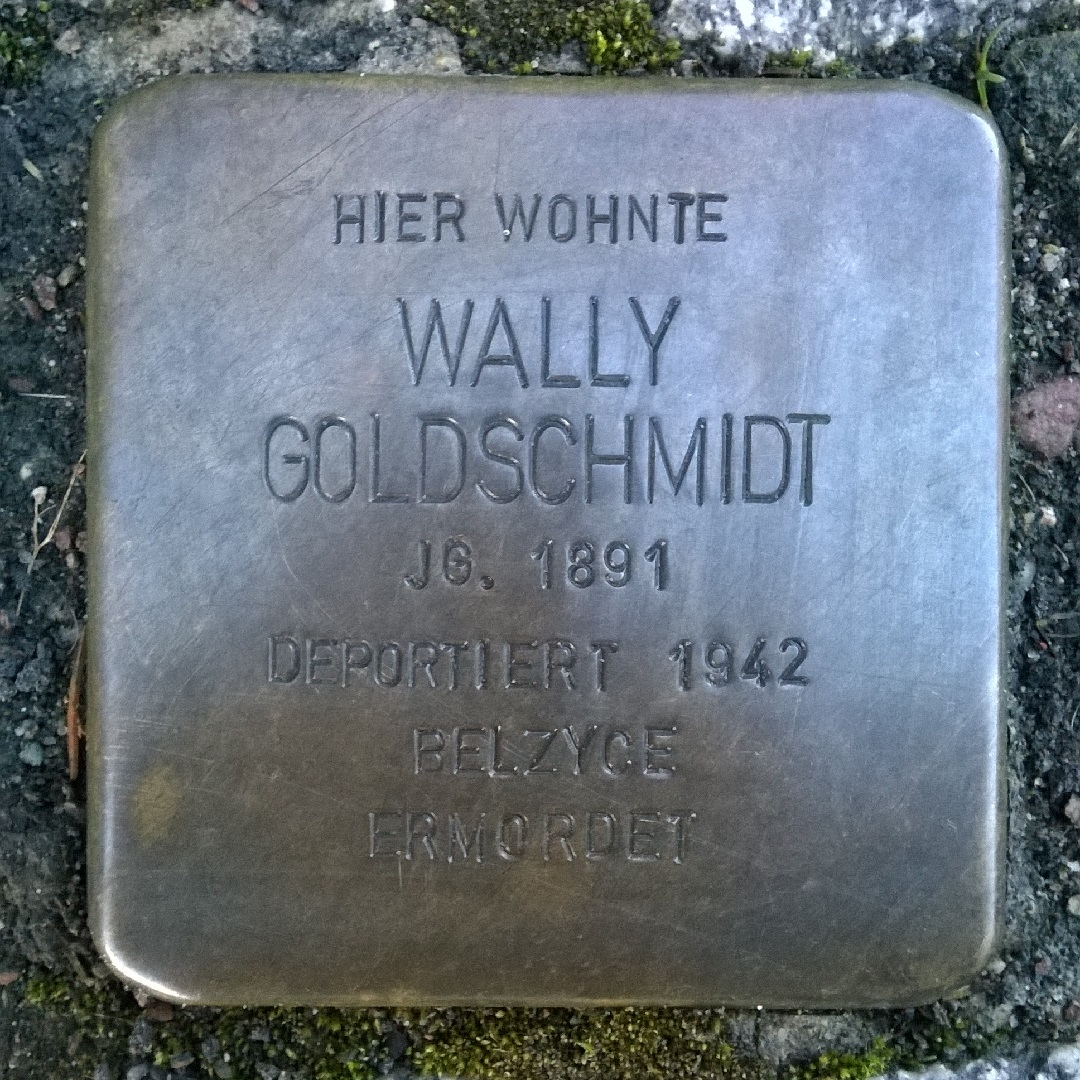
Stolperstein für Wally Goldschmidt

Martersteigstraße liegt in der Westvorstadt in Weimar zwischen der Wallendorfer Straße und der William-Shakespeare-Straße. Sie ist eine Parallelstraße zur Jahnstraße. Benannt wurde sie nicht nach dem Maler Friedrich Martersteig im Jahre 1912 wie im Weimar. Lexikon zur Stadtgeschichte suggeriert wird, sondern nach dem Regisseur Max Martersteig.
Die Martersteigstraße wird von dem Lottenbach durchquert, über die ein Steg führt, der nicht befahren werden darf. In der Martersteigstraße 6 wurde 2014 ein Stolperstein für Wally Goldschmidt eingelassen, die 1942 nach Bełżyce deportiert und dort ermordet wurde. Er steht auf der Liste der Stolpersteine in Weimar. Das Wohnhaus der Goldschmidts ist ein Gebäude des Heimatschutzstils. Überhaupt sind Wohngebäude dieser Stilrichtung zahlreich vertreten. In der Martersteigstraße 10 war der Komponist Arthur Rösel wohnhaft.
Oktober 2020 wurde in der Paul-Schneider-Straße ein Kinderspielplatz eingeweiht. An diesem kreuzt die Martersteigstraße die Paul-Schneider-Straße.
Am Sterbeort Martersteigs Köln gibt es auch eine Martersteigstraße.